# Davorlim
Davorlim är en ort i Indien.   Den ligger i distriktet South Goa och delstaten Goa, i den sydvästra delen av landet, 1 500 km söder om huvudstaden New Delhi. Davorlim ligger 25 meter över havet och antalet invånare är 11 417.
Terrängen runt Davorlim är huvudsakligen platt, men åt sydost är den kuperad. Runt Davorlim är det tätbefolkat, med 331 invånare per kvadratkilometer. Närmaste större samhälle är Madgaon, 3,7 km väster om Davorlim. I omgivningarna runt Davorlim växer huvudsakligen savannskog.